# (73550) 2003 PG9
(73550) 2003 PG9 – planetoida z pasa głównego asteroid okrążająca Słońce w ciągu 3,73 lat w średniej odległości 2,4 j.a. Odkryta 4 sierpnia 2003 roku.